# Codex iuris municipalis regni Bohemiae
Codex iuris municipalis regni Bohemiae (také zkráceně Codex iuris municipalis, akronym CIM, vydáváno s alternativním českým názvem Sbírka pramenů práva městského království Českého) je edice městských privilegií započatá pražským městským archivářem Jaromírem Čelakovským. Původní plán byl značně rozsáhlý, původně se měly vydávat různé právní památky týkající se městského práva a to až do roku 1848, ovšem z něho se podařilo realizovat pouhý zlomek, čtyři díly (Čelakovský vydal dva a jeden připravil, na pokračování se podíleli Gustav Friedrich a Antonín Haas) zachycují privilegia královských a nekrálovských měst do roku 1526.

## Díly
- CIM I, 1886 – privilegia pražských měst
- CIM II, 1895 – privilegia královských venkovských měst 1225–1419
- CIM III, 1948 – privilegia královských venkovských měst 1420–1526 (edici dokončil G. Friedrich)
- CIM IV/1, 1954 – privilegia nekrálovských měst 1232–1452 (celý díl IV připravil Antonín Haas)
- CIM IV/2, 1960 – privilegia nekrálovských měst 1453–1500
- CIM IV/3, 1961 – privilegia nekrálovských měst 1501–1526